# Sinsheim
Sinsheim er en by i delstaten Baden-Württemberg i Tyskland. Byen ligger i mellem Heidelberg og Heilbronn. Byen har et indbyggertal på 35.442 indbyggere (31/12/2018). 
Den største turistattraktion i byen er Auto- und Technikmuseum Sinsheim som blandt andet udstiller overlydsflyet Concorden.
Byens fodboldhold hedder TSG 1899 Hoffenheim.